# Bernardino di Nanni

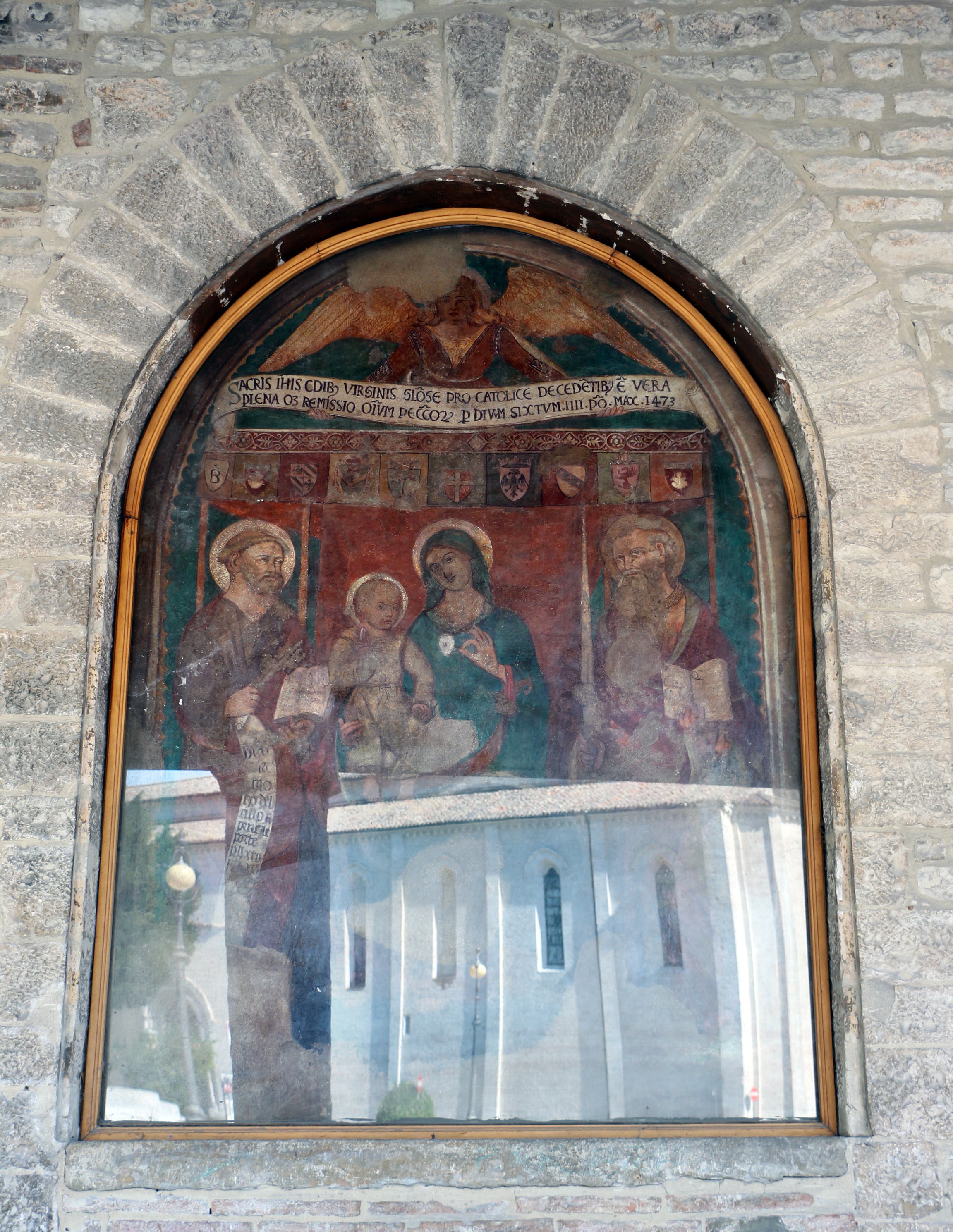
Bernardino di Nanni, Madonna tra i santi Pietro e Paolo (1473)

Bernardino di Nanni (fl. XV-XVI secolo) è stato un pittore italiano attivo a Gubbio tra la fine del XV e l'inizio del XVI secolo.

## Biografia
Fu allievo di Domenico di Cecco a Gubbio e dipinse affreschi di Dio Padre (sopra) e Vergine con Bambino e Santi Giacomo, Macario, Filippo e Bernardino (1505) nelle nicchie laterali della Chiesa di San Michele Arcangelo di Gavalli, vicino a Monteleone. Dipinse anche per le confraternite di Santa Maria de Laici e Santa Maria della Foce a Gubbio. Uno dei suoi allievi fu Pietro Paolo Baldinacci. Molti dei suoi affreschi si sono deteriorati.